# Forrest Highway
Der Forrest Highway ist eine Fernstraße im Südwesten des australischen Bundesstaates Western Australia. Er verbindet den Kwinana Freeway und die Pinjarra Road mit der Old Coast Road bei Lake Clifton. Damit umgeht er die Stadt Mandurah und das Peel-Harvey Estuary im Osten. Die Straße wurde nach Sir John Forrest, dem ersten Premierminister von Western Australia, benannt. Die Bauarbeiten begannen 2007 und am 20. September 2009 wurde der Highway eröffnet. An den Highway sind einige kleinere Straßen in den Local Government Areas Murray Shire und Waroona Shire angeschlossen, namentlich die Old Bunbury Road.
Der Highway soll nicht nur die Fahrzeit von Perth in den Südwesten des Landes verkürzen, sondern auch das Wachstum des Hafens von Bunbury, des drittgrößten des Landes, unterstützen.

## Geschichte
Früher gab es zwei Straßen- und eine Eisenbahnverbindung zwischen Perth und der Region South West. Der South Western Highway (S20) erschloss das Bauern- und Waldland westlich der Darling Scarp, wie Pinjarra und Harvey, während die Old Coast Road (R1) die Küsten- und Fischerorte, wie Mandurah selbst und südlich der heutigen Stadt anschloss. Die stark zunehmende Bevölkerung in den Regionen Peel und South West sorgten in den Schulferien für zunehmende Verkehrsstaus auf beiden Routen. Daher wurde die neue Straße zur Verkürzung der Fahrzeit und zur Vermeidung von Verkehrsproblemen in Mandurah, Pinjarra und Waroona benötigt.
Vor dem Bau dieser Straße endete der Kwinana Freeway nach dem Ausbau 2002 an der Safety Bay Road in Baldivis, während die Old Coast Road zwischen Bouvard und Lake Clifton nur zweispurig ist, bevor sie südlich der Grove Road vierspurig wird.
Der Baubeginn war 2006 und am 20. September 2009 wurde der Forrest Highway zusammen mit der letzten Verlängerung des Kwinana Freeway drei Monate vor dem Zeitplan eröffnet.

## Verlauf
Der Forrest Highway beginnt am Südende des Kwinana Freeways an der Pinjarra Road mit einem Anschluss in Form eines halben Kleeblatts. Sie führt dann in südlicher Richtung, überquert den Murray River und durchquert die Ortschaft South Yanderup. An der Greenlands Road schwenkt er nach Südwesten in Richtung auf das Ästuar des Harvey River und dann bei der Mills Road wieder nach Süden. Dann führt sie über das Spearwood-Dünensystem und trifft auf die Old Coast Road.

## Wichtige Kreuzungen und Anschlüsse
- (in Barragup) Pinjarra Road nach Mandurah und Ravenswood / Pinjarra.
- (in South Yunderup) Beacham Road nach South Yunderup
- (in West Pinjarra) Greenlands Road nach Pinjarra
- (in Birchmont) Old Bunbury Road / Dorsett Road nach Waroona, Coolup und Lake Clifton
- (in Lake Clifton) Old Coast Road nach Mandurah und Bunbury